# Stroter
Stroter is een geslacht van vlinders van de familie slakrupsvlinders (Limacodidae).

## Soorten
- S. capillatus Karsch, 1899
- S. comatus Karsch, 1899
- S. dukei Janse, 1964
- S. intermissa (Walker, 1865)